# Rosa Lobato Faria

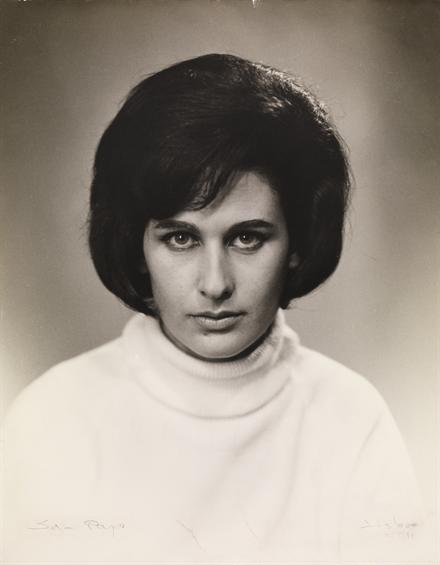
Rosa Lobato de Faria (1964)

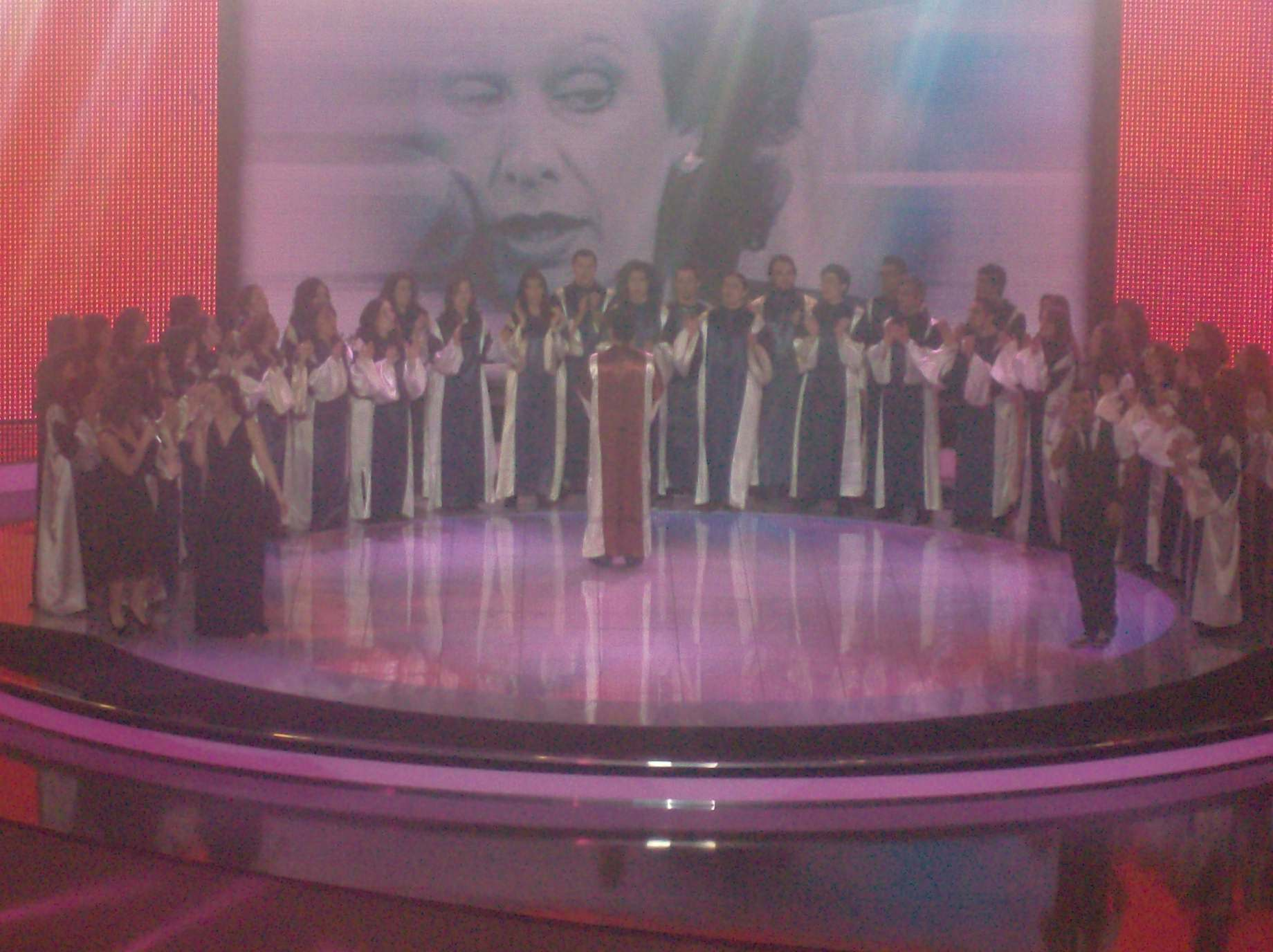
Gedenken an Rosa Lobato de Faria in der Pause des Festival da Canção nach ihrem Tod 2010

Rosa Maria de Bettencourt Rodrigues Lobato de Faria (* 20. April 1932 in Lissabon, Portugal; † 2. Februar 2010 ebenda) war eine portugiesische Schriftstellerin, Fernseh- und Filmschauspielerin und Liedtexterin.

## Leben
Sie entstammte dem niederen portugiesischen Adel, der aus den Kolonien entstammt und heute keinerlei Bedeutung mehr hat.
Sie war eine vielseitige, für die portugiesische Kultur wichtige Gestalt: sie war als Romancier, Lyrikerin, Liedtextdichterin, aber auch als Drehbuchautorin, Komponistin und Schauspielerin für das Fernsehen tätig, sowie als Schauspielerin für den Portugiesischen Film.
Viele der Texte, die sie schrieb, wurden zu Fados und zu Songs für den Eurovision Song Contest geschrieben, so für Dina (Amor d’Água Fresca, 1992), Sara Tavares (Chamar a Musica, 1994), Tó Cruz (Baunilha e chocolate, 1995) und Célia Lawson (Antes do Adeus, 1997).
Sie war Mutter von 4 Kindern und zweimal verheiratet und war die Schwiegermutter des bekannten Musikers und Fadistas Paulo de Carvalho.
Am 2. Februar 2010 starb Rosa Lobato Faria an den Komplikationen einer schweren Anämie.
Einige Bücher wurden ins Französische, eines (Die Tränen des Luzifer) ins Deutsche übertragen.
2018 verfilmte António Ferreira ihren Roman A Trança de Inês unter dem Titel Pedro e Inês. Buch und Film nehmen Bezug auf die tragische Liebesgeschichte von Inês de Castro und dem späteren König D. Pedro I. aus dem 14. Jh.

## Werk
Bücher (Auswahl)
- 1983: Os Deus de Pedro, Lyrik.
- 1983: Passagem sem Barcos, Roman.
- 1987: As Pequenas Palavras, Lyrik.
- 1995: O Pranto de Lucifer, Roman. (Die Tränen des Luzifer, 1998, Ullstein Verlag)
- 1997: Os Três Casamentos de Camilla S., Roman.
- 1999: A Gaveta de Baixo, Lyrik.
- 2001: A Trança de Inês, Roman.

Filmographie (Auswahl)
- 1973: Perdido por Cem (Regie: António-Pedro Vasconcelos)
- 1983: Paisagem Sem Barcos (Regie: Lauro António)
- 1986: O Barão de Altamira (Regie: Artur Semedo)
- 1998: Tráfico (Regie: João Botelho)
- 2003: A mulher que acreditava ser presidente dos Estados Unidos da America (Regie: João Botelho)

Serienschauspielerin (Auswahl)
- 1982: Vila Faia (Telenovela)
- 1988: Humor de Perdição (mit Herman José)
- 2003: A minha sogra é uma bruxa
- 2005: Ninguém como Tu (Telenovela)